# Sierra de Gredos
Die Sierra de Gredos ist der zentrale und mit dem Pico Almanzor (2592 m) auch der höchste Teilabschnitt des Kastilischen Scheidegebirges.

## Geografie

### Lage
Die Bergkette liegt auf der Iberischen Halbinsel auf dem Gebiet der Provinzen Ávila, Cáceres, Toledo und der autonomen Gemeinschaft Madrid. Höchster Punkt ist der 2592 m hohe Pico Almanzor. Die Sierra de Gredos ist Quellgebiet der Flüsse Tormes, Alberche und Tiétar; sie bildet die Wasserscheide zwischen den Wassersystemen des Duero im Norden und dem Tajo im Süden.

### Klima
Die Sierra de Gredos ist in Spanien als Hochgebirge klassifiziert. Daher ist es unabdingbar, die entsprechenden Vorkehrungen zu treffen, bevor man einen Ausflug plant, sei es im Sommer oder im Winter. Die mittlere Temperatur schwankt im Winter oberhalb von 2000 m zwischen 0 und −5 °Celsius. Dabei ist von Dezember bis April mit einer geschlossenen Schneedecke zu rechnen, wenn man eine Exkursion zu den Bergseen der Laguna Grande oder den Cinco Lagunas beabsichtigt.

## Orte
Wichtige Ortschaften sind El Barco de Ávila, Navacepeda de Tormes und Hoyos del Espino auf der klimatisch raueren und von Viehwirtschaft geprägten Nordseite, sowie Madrigal de la Vera und Candeleda auf der durch fruchtbare Böden geprägten Südseite. Die meisten Dörfer in der Region profitieren als Skiorte oder als Sommerfrischen vom Tourismus.

## Fauna
Das Gebirge beherbergt einige seltene Tier- und Pflanzenarten wie beispielsweise den Gredos-Steinbock, das Blaukehlchen, den Weißstorch oder den Iberienadler.